# Ateliers nationaux
 (avril 2021).
Si vous disposez d'ouvrages ou d'articles de référence ou si vous connaissez des sites web de qualité traitant du thème abordé ici, merci de compléter l'article en donnant les références utiles à sa vérifiabilité et en les liant à la section « Notes et références ».

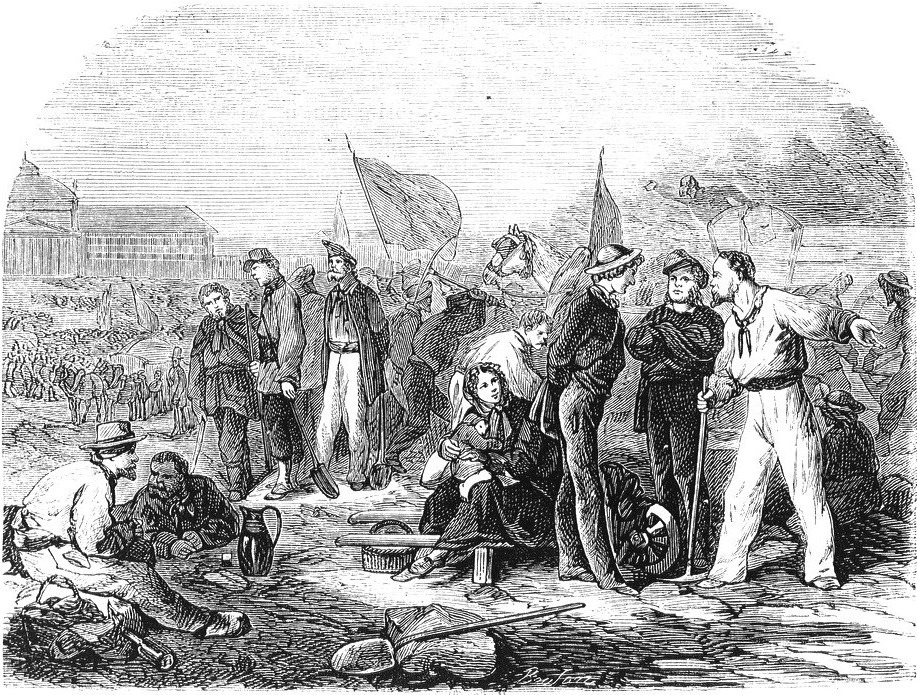
Les Ateliers nationaux au Champ-de-Mars (gravure de César Bouton).

Les ateliers nationaux sont une organisation destinée à fournir du travail aux chômeurs parisiens après la révolution de février 1848. Ils sont sous le contrôle de l'État qui intervient directement en fournissant, organisant et payant le travail. Cette pratique dure 3 mois de février à mai 1848.

## Origine
Dans l'Organisation du travail (1839), Louis Blanc prévoyait, sous le nom d'Ateliers sociaux, la création de coopératives de production, associations d'ouvriers de la même profession, sans patron. L'État devait en favoriser la création en fournissant le capital initial. Créés dans l'urgence, les Ateliers nationaux cherchent à contrecarrer ce modèle en s'inspirant des ateliers de charité existant déjà sous l'Ancien Régime.
La révolution de 1848 porte Louis Blanc au gouvernement provisoire qui proclame, le 25 février, le droit au travail. Louis Blanc demande vainement à ses collègues du gouvernement, la création d'un ministère du travail, avec une équipe, un budget et la possibilité politique de prendre des décrets. Afin de l'obliger à rester solidaire du gouvernement et de calmer les classes populaires (dixit Lamartine le membre le plus influent du gouvernement), tout en l'éloignant du centre de prise de décisions Louis Blanc est chargé de diriger la Commission du Luxembourg où économistes libéraux, théoriciens socialistes et délégués des ouvriers parisiens doivent mettre sur pied un Plan d'organisation du travail. L'ouvrier Albert, également membre du gouvernement est nommé vice-président.
Ainsi s'opposent alors les ateliers sociaux (sans budget, commission du Luxembourg) et les ateliers nationaux (avec budget, gouvernement provisoire).

## Les ateliers nationaux

### Création et évolution
Créés par le gouvernement provisoire, les Ateliers nationaux, considérés comme ayant été ouverts le 27 février 1848, sont fermés le 21 juin 1848. La direction des Ateliers nationaux est confiée, dès son origine, à Émile Thomas, ingénieur (chimiste) aidé par les élèves de l'École centrale. Ils sont rattachés au ministère des Travaux publics dirigé par Marie.
Au départ, les ouvriers chômeurs doivent se rendre à la mairie de leur arrondissement (Paris en compte alors 12) avec un certificat du propriétaire ou du logeur de leur garni qui garantit leur domicile à Paris ou dans le département de la Seine. Ce certificat visé par le commissaire de police du quartier est échangé contre un bulletin d'admission aux Ateliers nationaux. Mais les mairies sont débordées par l'afflux des chômeurs, dont le nombre passe de 6 000 le 15 mars, à 30 000 le 30 mars, puis à 64 000 le 16 avril pour culminer à 117 000 le 30 avril. Le travail susceptible de leur être fourni ne suit pas, et les chômeurs éconduits récriminent. Aussi pour prévenir le risque de troubles, et de regroupement d'ouvriers de la même profession pouvant devenir un ferment de coalition, Thomas décide rapidement de centraliser les demandes par un bureau au niveau de l'arrondissement où les chômeurs devront se rendre à un jour fixé.

### Cadre administratif
La direction des Ateliers nationaux est établie au pavillon de Montceaux, vacant et en mauvais état. La direction centrale se divise en 4 sous-directions :
- Administration et matériel (comprenant la comptabilité) ;
- Travaux ;
- Ordres et secours ;
- Discipline générale.

Ces bureaux occupent plus de 250 employés.
Les deux directeurs successifs furent :
1. Émile Thomas, de la création au 26 mai 1848. Ancien élève de l'École centrale, il en avait démissionné et s'était alors orienté vers la chimie industrielle. Réticent à prendre des mesures impopulaires imposées par l'afflux ininterrompu des inscriptions dans les mairies parisiennes, Émile Thomas fut destitué brutalement par le nouveau ministre Ulysse Trélat, et muté à Bordeaux pendant quelques jours, sous prétexte d'avoir à prendre la direction de travaux de canalisations pour lesquels il n'avait d'ailleurs aucune compétence.
2. Léon Lalanne du 27 mai 1848 à la dissolution des Ateliers. Ancien polytechnicien, il était ingénieur des ponts et chaussées. Les mesures qu'il fut amené à prendre (arrêt des inscriptions dans les mairies, paiement du travail non plus à la journée mais à la tâche, etc.) ne furent que le prélude à la dissolution des ateliers souhaitée par plusieurs hommes politiques, dont Trélat[3].

### Organisation
Les Ateliers nationaux sont organisés militairement. Le cadre du recrutement (l'« embrigadement ») est l'arrondissement administratif (12 à l'époque) à la mairie duquel les candidats à l'embauche doivent se faire inscrire. À la base se trouve l'escouade de 11 hommes sous la responsabilité d'un escouadier (portant un brassard de laine bleu-ciel). Cinq escouades forment la brigade commandée par un brigadier arborant un brassard frangé de rouge. Quatre brigades forment une lieutenance de 225 hommes. Quatre lieutenances forment une compagnie de 901 hommes. Trois compagnies sont sous la responsabilité d'un chef de service qui dépend d'un chef d'arrondissement, le nombre des services dépendant de l'importance de l'arrondissement. Cette organisation vise à ce que jamais plus de 10 hommes soient réunis pour le travail ou pour la paye. Les escouadiers et les brigadiers sont élus par les membres des escouades et des brigades ; au-dessus, les chefs sont nommés par le directeur.

### Ateliers nationaux et garde nationale
Sur le plan politique, le ministre Marie, dans un entretien rapporté par Thomas, évoque la possibilité que les ouvriers des Ateliers nationaux soient appelés un jour à « descendre dans la rue » pour soutenir la république, et fait afficher dans les chantiers qu'« ils [les ouvriers] doivent être prêts à défendre la Patrie » au premier appel des autorités. Les ouvriers sont d'ailleurs membres de la Garde nationale qui, depuis le 8 mars, est ouverte à tous (ses effectifs passent alors de 56 751 hommes le 1er février à 190 299 le 18 mars). Tout ouvrier qui effectue un tour de garde reçoit 2 francs contre la présentation de son billet de garde. Le 7 mai 1848, au cours de la première réunion des délégués des Ateliers nationaux, nouvel organisme destiné à faire pièce à la Commission du Luxembourg, on fait savoir « que le drapeau de l'Atelier national est un signal d'ordre ». Certains membres du gouvernement républicain considèrent les ouvriers des Ateliers nationaux comme une armée de réserve qui, aux côtés de la Garde mobile et de l'armée, peut intervenir dans la répression d'un soulèvement ouvrier.

### Les chantiers
Le départ pour le chantier est fixé à 6 heures et demie. Le « repas du matin » a lieu entre 9 et 10 heures et celui « du soir » entre 14 et 15 heures. Le chantier est quitté à 18 heures. La présence est vérifiée par deux appels quotidiens et toute absence est sanctionnée par une amende de 25 centimes si on ne répond pas au premier appel de la journée, et la journée n'est pas payée s'il y a absence au second appel. Pour toute absence non autorisée l'amende est de 50 centimes, et deux jours consécutifs d'absence non autorisée entraînent la radiation de l'organisation. Le simple ouvrier perçoit 2 francs par jour de travail, l'escouadier 2,50 francs, le brigadier 3 francs, le lieutenant 4 francs, les élèves de l'École Centrale 5 francs quel que soit leur grade. Comme il est impossible d'employer tous les jours les ouvriers (on estime à un jour sur quatre le travail effectif) une indemnité d'inactivité de 1,50 franc est versée, soit une réduction de 50 centimes sur la paye ordinaire. Dès le 17 mars, en raison du gonflement considérable des effectifs, on réduit encore de 50 centimes l'indemnité et la paye du dimanche est supprimée. À ce moment la livre de pain coûte en moyenne 35 centimes. Les ouvriers dans le besoin peuvent bénéficier également d'une aide procurée par le bureau de secours. Des bons de pain, de viande et de bouillon sont alloués chaque jour aux ouvriers nécessiteux. Si l'ouvrier est malade les frais d'hospitalisation sont pris en charge par le bureau et sa femme et ses enfants sont secourus à leur domicile. En cas d'accident du travail, la famille perçoit le montant de l'indemnité d'inactivité. Les Ateliers nationaux disposent d'un bureau médical formé de douze médecins que l'on peut consulter et qui font des visites à domicile.
Les Ateliers nationaux prennent en charge divers chantiers. Le travail fourni n'est pas obligatoirement celui de la qualification de l'ouvrier chômeur, la plupart n'étant ni terrassiers ni ouvriers du bâtiment. Une enquête du 19 mai 1848 recense 216 professions différentes parmi eux, dont beaucoup d'artisans, la grande spécialité parisienne (bijoutiers, serruriers, ciseleurs sur bronze, ébénistes...). Selon la déposition d'Émile Thomas devant la commission d'enquête créée après leur dissolution, à la fin de leur fonctionnement, on peut penser que sur 115 000 hommes, 70 000 appartenaient à une profession en rapport avec le bâtiment, et de 10 à 15 000 n'avaient aucune profession déclarée. Les autres exerçaient différentes professions, certaines en rapport avec l'industrie du luxe (bijouterie, travail du bronze, « articles de Paris »). On emploie ces ouvriers surtout dans les travaux publics. Le nivellement de la Place de l'Europe (près de la gare Saint-Lazare) est leur œuvre. Ils participent aux travaux des compagnies privées de chemin de fer : le prolongement de la ligne de Sceaux vers Orsay, le creusement de la tranchée de Clamart ; ils assurent des travaux sur la ligne de Paris à Versailles et préparent le terrassement de la future gare des chemins de fer de l'Ouest. Mais le travail manque pour occuper une main d'œuvre aussi abondante. Aussi voit-on les ouvriers dessoucher les arbres abattus pendant les évènements de février pour les remplacer par de nouveaux arbres provenant des pépinières nationales. Cependant, beaucoup de chômeurs restent désœuvrés.

## Fermeture et répression
Symbole de la fraternisation et de l'unanimisme républicain qui prévalent au lendemain de la révolution de février, les Ateliers nationaux sont les victimes du changement politique qui s'opère au printemps 1848. La révolution est l'œuvre des Parisiens, mais l'instauration du suffrage universel masculin donne à la province un énorme pouvoir politique. Les notables qui ont provisoirement disparu réapparaissent et reprennent le pouvoir réel. Les résultats des élections du 23 avril à l'Assemblée nationale sont une grande déception pour les milieux républicains progressistes. La très grande majorité des députés élus sont des républicains modérés ou bien des républicains du lendemain. Le 10 mai, le gouvernement provisoire installé au moment de la révolution de février cède le pouvoir à la Commission exécutive d'où Louis Blanc et l'ouvrier Albert ont été exclus.
Pour les nouveaux (en fait anciens) dirigeants de la France, les Ateliers nationaux sont une horreur économique et sociale et un danger politique. Élus par des propriétaires, des boutiquiers, des rentiers, ils sont révulsés à l'idée que l'on paye des ouvriers à ne rien faire et que des secours soient organisés, alors que pour eux la charité privée doit y pourvoir. Plus fondamentalement ils sont opposés à une intervention de l'État dans le domaine économique et dans la régulation des relations entre les entrepreneurs et leurs salariés (la grève et les syndicats sont alors interdits et la loi de 1841 sur le travail des enfants a bien du mal à être appliquée en France). Pour eux, les Ateliers nationaux sont un gouffre financier et un désastre moral (« une grève organisée à 170 000 francs par jour, soit 45 millions par an […], un foyer actif de fermentation permanente […], l'altération la plus affligeante du caractère si glorieux et si fier du travailleur », selon le Comte de Falloux). En réalité le coût des ateliers nationaux dans le budget du gouvernement est minime (autour de 1 %). De plus l'incapacité de l'organisation à leur fournir un emploi rend, sur leurs lieux de rassemblement ou sur les boulevards, de nombreux ouvriers désœuvrés et disponibles, sensibles aussi bien à la propagande politique des républicains et des socialistes que des bonapartistes dont le prétendant Louis-Napoléon Bonaparte est l'auteur d'une brochure à caractère social, De l'extinction du paupérisme (1844).
L'échec de la manifestation populaire du 15 mai décapite le mouvement républicain progressiste. Dès le 16 mai, la Commission du Luxembourg est supprimée et Louis Blanc menacé de poursuites par l'Assemblée nationale. Les listes d'inscription aux Ateliers nationaux sont closes. Le Comte de Montalembert et le Comte de Falloux, membres influents de la majorité conservatrice de l'Assemblée nationale attaquent sans cesse l'existence des Ateliers nationaux, que certains désignent ironiquement comme les « râteliers nationaux ». Le 26 mai, Ulysse Trélat, ministre des Travaux publics, renvoie le directeur des Ateliers depuis leur création, Émile Thomas, et le remplace par l'ingénieur Léon Lalanne, prélude à leur fermeture. Mais la Commission exécutive rechignant à supprimer ce symbole de l'esprit de février et de la nouvelle république, le décret est suspendu. Cependant le 30 mai, l'Assemblée décide que les ouvriers résidant depuis moins de trois mois à Paris et dans le département de la Seine doivent regagner la province, espérant ainsi dégonfler les rangs de possibles résistants à une action gouvernementale. Le projet gouvernemental de nationaliser les compagnies de chemin de fer, qui permettrait ainsi à l'État de surmonter la mauvaise volonté des ingénieurs des compagnies privées à ouvrir de nouveaux chantiers, précipite les évènements. Le 19 mai, l'Assemblée crée une commission spéciale sur les Ateliers nationaux, dont Michel Goudchaux est le président et Falloux le rapporteur. Le 20 juin, l'Assemblée vote la fermeture des Ateliers et le 21 juin la Commission exécutive décide l'application du décret du 24 mai : les ouvriers âgés de 18 à 25 ans doivent s'enrôler dans l'armée, et les autres doivent se tenir prêts à partir en province (dans les faits, pour effectuer divers travaux de terrassements, notamment en Sologne où doit être mis en chantier le canal de la Sauldre, ou dans l'Aube pour le prolongement entre Troyes et Bar-sur-Seine du canal de la Haute-Seine). Ce décret est publié le 22 juin au journal officiel de l'époque, Le Moniteur. Une délégation ouvrière est violemment éconduite par Marie membre de la Commission exécutive. Les premières barricades s'élèvent alors dans Paris : c'est le début de l'insurrection ouvrière des Journées de juin.